# Carlos Velásquez
Carlos Iván Velásquez (nacido el 4 de agosto de 1984 en Cataño, Puerto Rico) es un ex boxeador puertorriqueño conocido por ganar el título de peso pluma en los XX Juegos Centroamericanos y del Caribe 2006 en Cartagena de Indias. Es hermano gemelo de Juan Carlos Velásquez.

## Carrera Aficionada
Velásquez participó en los Juegos Olímpicos de 2004 a la edad de 20 años en el peso pluma, pero perdió su primer combate ante Edvaldo Oliveira de Brasil, por decisión (43-43; cuenta atrás). Se clasificó para los Juegos Olímpicos al terminar en segundo lugar en el 1er Torneo de Clasificación Olímpica AIBA American 2004 en Tijuana, México.
En los Juegos Centroamericanos y del Caribe de 2006, derrotó a Marlon Almagro (Venezuela), derrotó al campeón olímpico Yuriorkis Gamboa 10:7 en las semifinales y ganó el Oro contra Ronald de la Rosa (República Dominicana).

## Carrera Profesional
Velásquez se convirtió en profesional para el promotor Luis de Cubas y Shelly Finkel y ganó sus primeras 12 peleas.
El 14 de septiembre de 2008, (9-0, 8 KOs) noqueó a José Navarrete (12-18-2, 5 KOs) a los 1:11 de la quinta ronda del octavo asalto.
El 29 de septiembre de 2015, Velásquez luchó contra Javier Fortuna por el título mundial de peso súper pluma de la AMB de Fortuna en Las Vegas, Nevada. En lo que finalmente resultó ser su última pelea, Velásquez perdió por nocaut técnico en el décimo asalto.
Velásquez se retiró del boxeo profesional con 19 victorias y 2 derrotas en 21 encuentros, 12 victorias y ambas derrotas por nocaut.